# 坂口通
坂口通（さかぐちどおり）は兵庫県神戸市中央区の町名。現行行政地名は坂口通一丁目から坂口通七丁目。郵便番号は651-0062。

## 地理
旧・葺合区域東端やや北寄りに位置する。大部分が住宅地域。東は灘区原田通、南は宮本通、西は熊内橋通、北は上筒井通。
東西に長く、東から順に一～七丁目が設置されている。
五丁目に真宗大谷派遥船寺、六丁目に浄土真宗本願寺派信徳寺がある。またかつては三丁目に、宮本通三丁目の筒井八幡神社の敷地が続いていたが、道路整備にあわせて現在の姿となっている。

## 歴史
大正5年（1916年）に神戸市葺合町の一部から成立。坂口は旧字名からで、摩耶山への登山口であり、東野と呼ばれる上筒井の高台の入り口に当たるためそう呼ばれていた。
昭和6年（1931年）より葺合区、昭和55年（1980年）より中央区に所属。
- 大正8年（1919年）、神戸市電が町内に開通。
- 大正9年（1920年）、阪神急行電鉄が開通、二丁目に上筒井駅が設置される。
- 昭和11年（1936年）、阪神急行電鉄が三宮へ乗り入れ、上筒井駅は阪急上筒井線の終点として残る。
- 昭和15年（1940年）、阪急上筒井線が廃止される。
- 昭和50年（1975年）、二丁目に県立総合福祉センター建設。

## 人口統計
- 平成17年国勢調査（2005年10月1日現在）での世帯数532、人口1,010、うち男性486人、女性524人[1]。
- 昭和63年（1988年）の世帯数673・人口1,517[2]。
- 昭和35年（1960年）の世帯数596・人口2,038[2]。
- 大正9年（1920年）の世帯数270・人口1,114[2]。

## 経済

### 産業
企業
- 六甲バター 本社[3]

### 地主・家主
『日本紳士録』によると、坂口通の地主・家主は山村、横山姓の人物がいる。

## 出身・ゆかりのある人物
- 山村吉次郎（兵庫県多額納税者[6]、神戸市葺合区葺合猟友会長、地家主）
- 山村雅之祐（兵庫県多額納税者、地主）
- 横山保太郎（兵庫県多額納税者[6]、農業、地家主）